# 利伯蒂鎮區 (堪薩斯州蒙哥馬利縣)
利伯蒂鎮區（英語：Liberty Township）是位於美國堪薩斯州蒙哥馬利縣的一個行政鎮區。

## 地方資料
利伯蒂鎮區的面積為112.98平方千米，當中陸地面積為112.77平方千米，而水域面積為0.21平方千米。根據2010年美國人口普查的數據，當地共有人口496人，而人口密度為每平方千米4.39人。

## 外部連結
- US-Counties.com
- City-Data.com （页面存档备份，存于）